# Малинська сільська рада (Млинівський район)
Ма́линська сільська́ ра́да — колишній орган місцевого самоврядування у Млинівському районі Рівненської області. Адміністративний центр — село Малин.

## Загальні відомості
- Територія ради: 16,97 км²
- Населення ради: 444 особи (станом на 2001 рік)

## Населені пункти
Сільській раді підпорядковані населені пункти:
- с. Малин
- с. Підгай

## Склад ради
Рада складалася з 12 депутатів та голови.
- Голова ради: Левицька Тетяна Сергіївна
- Секретар ради: Стець Ганна Ярославівна

### Керівний склад попередніх скликань
| Прізвище, ім'я, по батькові   | Основні відомості                                            | Дата обрання | Дата звільнення |
| ----------------------------- | ------------------------------------------------------------ | ------------ | --------------- |
| Мінаржик Віктор В'ячеславович | Сільський голова, 1949 року народження, член Народної партії | 26.03.2006   | 30.12.2009      |
| Левицька Тетяна Сергіївна     | Сільський голова, 1965 року народження, освіта вища          | 31.10.2010   |                 |

Примітка: таблиця складена за даними сайту Верховної Ради України